# 札幌地方検察庁
札幌地方検察庁（さっぽろちほうけんさつちょう）は、北海道札幌市にある日本の地方検察庁の一つで、北海道のうち石狩、空知中部・南部、胆振、日高、後志北部・中部の各振興局管内を管轄している。略称は、札幌地検（さっぽろちけん）。岩見沢、滝川、室蘭、苫小牧、浦河、小樽、岩内に支部を置いている。ただし、岩内支部は小樽支部内で業務を行っている。
北海道以外の地方検察庁は、各都府県に1つとなっているが、広大な面積を有する北海道には、例外的に札幌のほか、函館、旭川、釧路の計4つの地方検察庁が設けられている。
本庁内に常設されている特別刑事部は、全国の主要検察庁（特別捜査部がある東京・大阪・名古屋の各地検を除く）に置かれ、特捜部と同様に独自捜査を行っている。

## 所在地
- 本庁 - 札幌市中央区大通西12丁目 札幌第3合同庁舎12階　北緯43度3分34.8秒 東経141度20分20.0秒 / 北緯43.059667度 東経141.338889度
市営地下鉄東西線 西11丁目駅から徒歩約3分
JR函館線・学園都市線 桑園駅から徒歩約18分
JR函館線 札幌駅から徒歩約21分
JR北海道バス・中央バス 北1西12丁目バス停から徒歩約2分
市電 中央区役所前停留場から徒歩約5分
- 岩見沢支部 - 岩見沢市4条東4丁目　北緯43度12分20.9秒 東経141度46分12.2秒 / 北緯43.205806度 東経141.770056度
JR函館線・室蘭線 岩見沢駅から徒歩約15分[1]
中央バス 裁判所前バス停から徒歩約1分[1]
- 滝川支部 - 滝川市大町1丁目7-14　北緯43度33分25.6秒 東経141度54分50.9秒 / 北緯43.557111度 東経141.914139度
JR函館線・根室線 滝川駅から徒歩約15分[1]
中央バス 市立病院前バス停・滝川市役所前バス停から徒歩約3分[1]
- 室蘭支部 - 室蘭市日の出町1丁目18-21　北緯42度21分3.8秒 東経141度2分16.6秒 / 北緯42.351056度 東経141.037944度
JR室蘭線 東室蘭駅から徒歩約15分[1]
道南バス 寿町2丁目バス停から徒歩約3分[1]
- 苫小牧支部 - 苫小牧市旭町3丁目3-7　北緯42度37分54.7秒 東経141度36分6.5秒 / 北緯42.631861度 東経141.601806度
JR室蘭線・日高線 苫小牧駅から徒歩約15分[2]
- 浦河支部 - 日高郡新ひだか町静内こうせい町2丁目2-1　北緯42度20分44.4秒 東経142度22分10.5秒 / 北緯42.345667度 東経142.369583度
道南バス 裁判所前バス停から徒歩約1分[1]
- 小樽支部・岩内支部 - 小樽市富岡1丁目15-1　北緯43度11分38.4秒 東経140度59分29.2秒 / 北緯43.194000度 東経140.991444度
JR函館線 小樽駅から徒歩約15分[3]

## 管轄
- 本庁
  - 札幌区検察庁（札幌市・江別市・千歳市・恵庭市・北広島市・石狩市・石狩郡）
- 岩見沢支部
  - 岩見沢区検察庁（岩見沢市・美唄市・三笠市・夕張郡・空知郡（南幌町）・樺戸郡（月形町））
  - 夕張区検察庁（夕張市）
- 滝川支部
  - 滝川区検察庁（滝川市・芦別市・赤平市・砂川市・歌志内市・空知郡（奈井江町・上砂川町）・樺戸郡（浦臼町・新十津川町））
- 室蘭支部
  - 室蘭区検察庁（室蘭市・登別市・白老郡）
  - 伊達区検察庁（伊達市・有珠郡・虻田郡（豊浦町・洞爺湖町））
- 苫小牧支部
  - 苫小牧区検察庁（苫小牧市・勇払郡（厚真町・安平町・むかわ町））
- 浦河支部
  - 浦河区検察庁（浦河郡・様似郡・幌泉郡・日高郡新ひだか町（旧三石郡三石町））
  - 静内区検察庁（沙流郡・新冠郡・日高郡新ひだか町（旧静内郡静内町））
- 小樽支部
  - 小樽区検察庁（小樽市・余市郡・古平郡・積丹郡）
- 岩内支部
  - 岩内区検察庁（岩内郡・磯谷郡・古宇郡・虻田郡（ニセコ町・真狩村・留寿都村・喜茂別町・京極町・倶知安町））